# Joel Sánchez (calciatore 1989)
Joel Melchor Sánchez Alegria (Distretto di Santa Rita de Siguas, 11 giugno 1989) è un calciatore peruviano, centrocampista del Melgar.

## Carriera

### Club
Ha sempre giocato nel campionato di casa.

### Nazionale
Ha esordito in Nazionale nel 2009.